# 4t Congrés Nacional del Partit Comunista de la Xina
El Quart Congrés Nacional del Partit Comunista de la Xina es va celebrar de l'11 al 22 de gener de 1925 a la ciutat de Xangai. El congrés va elegir el 4t Comitè Executiu Central del Partit Comunista Xinès. Abans d'aquest congrés, hi havia hagut alguna col·laboració amb el principal partit polític del Kuomintang, en la lluita contra l'imperialisme japonès. El va succeir el 5è Congrés Nacional del Partit Comunista Xinès.

## Membres del comitè executiu
1. Chen Duxiu
2. Li Dazhao
3. Cai Hesen (蔡和森)
4. Zhang Guotao
5. Xiang Ying
6. Qu Qiubai
7. Peng Shuzhi (彭述之)
8. Tan Pingshan (谭平山)
9. Li Weihan (李维汉)

Els membres substituts eren:
1. Deng Pei (邓培)
2. Wang Hebo (王荷波)
3. Luo Zhanglong (罗章龙)
4. Zhang Tailei (张太雷)
5. Zhu Jintang (朱锦堂)